# إلى الأمام (منظمة مغربية)
إلى الأمام منظمة لنينية ماركسية مغربية تأسست رسميا في 1 يناير 1972، بعد خروجها من رحم حزب التحرر والاشتراكية، الذي كان يتزعمه علي يعتة، والذي كان منحازا للاتحاد السوفيتي، فتبنت المنظمة الخط الماوي والدعوة للقيام بثورة شعبية ضد النظام وانتقادها للتوجه العام لحزب التحرر والاشتراكية. وظلت هذه المنظمة تعمل في سرية منذ 1969م حتى أعلنت عن نفسها سنة 1972 تحت اسم «إلى الأمام» بزعامة أبراهام السرفاتي وعبد اللطيف اللعبي.
تعرضت المنظمة لقمع شديد وزج معظم أعضائها في السجون كما لقي العديد من نشطائها حتفهم كسعيدة المنبهي وعبد اللطف زروال وأمين التهاني وغيرهم، وعرفت منظمة إلى الأمام بمواقفها الخارجة عن نطاق الخطاب التقليدي للأحزاب الإصلاحية وصيرورة الصراع الطبقي في المغرب. غير أن قراءتها للواقع السياسي والاجتماعي الذي لم يكن علميا وتحمسها المبالغ فيه وانعزالها عن الجماهير نظرا لطبيعة عملها السري وانغلاق قيادتها وصعوبة فهم خطابها الذي كان يغلب عليه الطابع النظري عجل بفشل مشروعها. سنة 1995 تأسس حزب النهج الديمقراطي والذي يشكل استمرارا لحركة إلى الأمام على المستوى السياسي والفكري، والذي اعترفت به الدولة سنة 2004.